# Herbita rufa
Herbita rufa är en fjärilsart som beskrevs av W. Warren 1905. Herbita rufa ingår i släktet Herbita och familjen mätare. Inga underarter finns listade i Catalogue of Life.